# Centre (rugby à sept)
Pour les articles homonymes, voir Centre.
Ne doit pas être confondu avec Centre (rugby à XIII) ou Centre (rugby à XV).
Au rugby à sept, le centre (numéro 6 ou poste 6, en anglais : centre) est l'un des sept postes habituels d'une équipe. Les centres qui occupent la ligne de trois-quarts ont des rôles semblables à leurs équivalents à XV, seulement avec de plus grands espaces à disposition, ce qui rend les attaques plus spectaculaires mais aussi la qualité des soutiens plus déterminante.

## Description du poste
En phase d'attaque, le rôle du centre est de déterminer si les ballons sont bons à écarter ou à conserver et de faire les bons choix selon la situation de jeu. En défense, il doit s'occuper de l'organisation défensive au milieu de terrain, fonction très importante,.

## Joueurs emblématiques
Voici une liste, non-exhaustive, de quelques joueurs évoluant au poste de demi de mêlée :
- Vilimoni Botitu
- Jean-Pascal Barraque
- Werner Kok
- Tim Mikkelson
- Gabin Villière